# Château Lafleur
Das Château Lafleur ist ein berühmtes französisches Weingut und liegt im Weinbaugebiet Pomerol bei Bordeaux. Das kleine Weingut verfügt über eine Rebfläche von nur 4,5 Hektar; das Durchschnittsalter der Rebstöcke liegt bei 30 Jahren. Aktuell ist die Rebfläche mit 50 % Merlot und 50 % Cabernet Franc bestockt. Das Château mit dem Namen „Die Blume“ wird seit 1985 von der Familie Guinaudeau bewirtschaftet. 

## Der Wein
Der Wein von Lafleur wird als einer der üppigsten und zugleich elegantesten Pomerol-Weine angesehen. Die besten Jahrgänge sind der 2003 (95PP) + (97 Punkte Wine Spectator), 2000er (Weinbewertung: 100 Parker-Punkten), 1999 (93 PP), 1998 (90 PP), 1990 (97 PP), 1989 (95 PP), 1985 (96 PP) und 1982 (100 PP). 
Oft wird der Wein von Lafleur nach seinem berühmten Nachbarn, dem weiter südlich gelegenen Château Pétrus als „Der kleine Pétrus“ bezeichnet. Trotz der geringen Größe des Gutes nutzt man bei Lafleur einen Zweitwein, den „Pensées de Lafleur“, zur Qualitätssteuerung.
Château Lafleur produziert fünf weitere Weine im Weinbaugebiet Fronsadais im Norden des Départements Gironde: Les Pensées, Les Perrières, Château Grand-Village rouge, Château Grand-Village blanc und Les Champs Libres.